# Selección femenina de fútbol de Trinidad y Tobago
La selección femenina de fútbol de Trinidad y Tobago es el equipo de fútbol femenino que representa a Trinidad y Tobago en las competencias internacionales. Está afiliado a la Concacaf y a la FIFA.

## Estadísticas

### Copa Mundial Femenina de Fútbol
| Edición | Resultado      | Posición       | PJ             | PG             | PE             | PP             | GF             | GC             |
| ------- | -------------- | -------------- | -------------- | -------------- | -------------- | -------------- | -------------- | -------------- |
| 1991    | No clasificó   | No clasificó   | No clasificó   | No clasificó   | No clasificó   | No clasificó   | No clasificó   | No clasificó   |
| 1995    | No clasificó   | No clasificó   | No clasificó   | No clasificó   | No clasificó   | No clasificó   | No clasificó   | No clasificó   |
| 1999    | No clasificó   | No clasificó   | No clasificó   | No clasificó   | No clasificó   | No clasificó   | No clasificó   | No clasificó   |
| 2003    | No clasificó   | No clasificó   | No clasificó   | No clasificó   | No clasificó   | No clasificó   | No clasificó   | No clasificó   |
| 2007    | No clasificó   | No clasificó   | No clasificó   | No clasificó   | No clasificó   | No clasificó   | No clasificó   | No clasificó   |
| 2011    | No clasificó   | No clasificó   | No clasificó   | No clasificó   | No clasificó   | No clasificó   | No clasificó   | No clasificó   |
| 2015    | No clasificó   | No clasificó   | No clasificó   | No clasificó   | No clasificó   | No clasificó   | No clasificó   | No clasificó   |
| 2019    | No clasificó   | No clasificó   | No clasificó   | No clasificó   | No clasificó   | No clasificó   | No clasificó   | No clasificó   |
| 2023    | No clasificó   | No clasificó   | No clasificó   | No clasificó   | No clasificó   | No clasificó   | No clasificó   | No clasificó   |
| 2027    | Por disputarse | Por disputarse | Por disputarse | Por disputarse | Por disputarse | Por disputarse | Por disputarse | Por disputarse |
| Total   | 0/9            | -              | -              | -              | -              | -              | -              | -              |

### Campeonato Femenino de la Concacaf
| Edición | Resultado      | Posición | PJ | PG | PE | PP | GF | GC  |
| ------- | -------------- | -------- | -- | -- | -- | -- | -- | --- |
| 1991    | Tercer lugar   | 3.º      | 5  | 2  | 1  | 2  | 8  | 20  |
| 1993    | Cuarto lugar   | 4.º      | 3  | 0  | 0  | 3  | 0  | 20  |
| 1994    | Cuarto lugar   | 4.º      | 4  | 1  | 1  | 2  | 6  | 20  |
| 1998    | Fase de grupos | 5.º      | 3  | 1  | 1  | 1  | 5  | 6   |
| 2000    | Fase de grupos | 7.º      | 3  | 0  | 1  | 2  | 2  | 24  |
| 2002    | Fase de grupos | 7.º      | 3  | 0  | 0  | 3  | 2  | 9   |
| 2006    | Sexto lugar    | 6.º      | 1  | 0  | 0  | 1  | 0  | 3   |
| 2010    | Fase de grupos | 5.º      | 3  | 1  | 0  | 2  | 4  | 4   |
| 2014    | Cuarto lugar   | 4.º      | 5  | 2  | 1  | 2  | 6  | 7   |
| 2018    | Fase de grupos | 7.º      | 3  | 0  | 0  | 3  | 1  | 14  |
| 2022    | Fase de grupos | 8.º      | 3  | 0  | 0  | 3  | 0  | 11  |
| Total   | 11/11          | 5.º      | 36 | 7  | 5  | 24 | 34 | 138 |

### Copa Oro Femenina de la Concacaf
| Edición | Resultado    | Posición     | PJ           | PG           | PE           | PP           | GF           | GC           |
| ------- | ------------ | ------------ | ------------ | ------------ | ------------ | ------------ | ------------ | ------------ |
| 2024    | No clasificó | No clasificó | No clasificó | No clasificó | No clasificó | No clasificó | No clasificó | No clasificó |
| Total   | 0/1          | -            | -            | -            | -            | -            | -            | -            |

## Últimos y próximos encuentros
Actualizado al último partido jugado el 3 de junio de 2024
| Fecha      | Ciudad        | Local             | Resultado | Visitante         | Competición                  |
| ---------- | ------------- | ----------------- | --------- | ----------------- | ---------------------------- |
| 26-09-2023 | Pachuca       | México            | 6:0       | Trinidad y Tobago | Clas. Copa Oro Femenina 2024 |
| 27-10-2023 | Puerto España | Trinidad y Tobago | 1:2       | Puerto Rico       | Clas. Copa Oro Femenina 2024 |
| 31-10-2023 | Bayamón       | Puerto Rico       | 0:0       | Trinidad y Tobago | Clas. Copa Oro Femenina 2024 |
| 05-12-2023 | Puerto España | Trinidad y Tobago | 0:1       | México            | Clas. Copa Oro Femenina 2024 |
| 29-05-2024 | Willemstad    | Aruba             | 1:2       | Trinidad y Tobago | Partido amistoso             |
| 30-05-2024 | Willemstad    | Curazao           | 1:3       | Trinidad y Tobago | Partido amistoso             |
| 02-06-2024 | Willemstad    | Trinidad y Tobago | 0:1       | Aruba             | Partido amistoso             |
| 03-06-2024 | Willemstad    | Trinidad y Tobago | 0:3       | Curazao           | Partido amistoso             |